# 지방 장관을 찬양하랴
지방 장관을 찬양하랴(아랍어: سلام الباي 살람 알바이[*])는 튀니지가 프랑스의 지배를 받을 때 쓰던 국가로, 1846년부터 1957년까지 사용하였다. 작사자는 불명이고, 작곡가 역시 주세페 베르디라는 주장이 있으나 실제로는 불명이다.
독립 후 폐지되었으며, 후에는 오 영원한 조사여!를 국가로 사용하였다.

## 아랍어 가사
بدوام هذا النّصر

يعيش [اسم الملك] باي

ادّه يا ربّ كمال

و أدِم هذا المشير

وعزّ هذا العصر

طول السنين والدهر

مع جلال واقبال

مظهرا لكل فخر

## 프랑스어 가사
Salut au Prince Valeureux.
Ô tout puissant, Ô généreux.
Que l'amour du bien anime,
Le Bey Magnanime.
Sous les lois du progrés
Son peuple s'est courbé,
Pour lui rendre Justice,
Que son nom retentisse,
Gloire, Gloire et Salut au Bey.

## 해석
오! 전능하시고 관대한
발레우회 왕자 만세!
좋은 재담을 좋아하지는
지방 장관 마냐니메여!
진보의 법칙에 따라
그들은 구부러졌다네
평등을 위해서,
그대의 이름이 있으니
영광이여, 영광이여, 지방 장관을 찬양하랴